# Noviciok
Noviciok (rusă новичок, în traducere literală novice sau începător) este numele dat unei serii de neurotoxine de a patra generație, produse în Uniunea Sovietică și Rusia între anii 1971 și 1993, ca arme chimice. Cercetătorii sovietici care le-au creat susțin că ele sunt cei mai letali agenți toxici produși vreodată, unele versiuni fiind de cinci până la opt ori mai puternice decât VX.

## Otrăviri cu noviciok și controverse politice
Agenții noviciok au fost creați în cadrul programului sovietic secret cu numele de cod FOLIANT. Se crede că cinci versiuni au fost adaptate pentru uz militar, cea mai versatilă fiind A-232 (Noviciok-5). Aceste substanțe nu au fost niciodată utilizate pe câmpul de luptă. Guvernul britanic și alte guverne occidentale au susținut că un agent noviciok a fost utilizat în cazul de otrăvire Serghei și Iulia Skripal, în Salisbury, în martie 2018; același agent a fost cauza otrăvirii unui cuplu de cetățeni britanici, tot în comitatul Wiltshire, în iulie 2018. Prezentând cazul Skripal în Consiliul de Securitate al Națiunilor Unite, reprezentantul britanic a acuzat Rusia de o „încălcare gravă a Convenției armelor chimice, prin omisiunea declarării programului noviciok. [...] Aceasta nu a fost o crimă obișnuită. A fost o utilizare ilegală a forței, o violare a Cartei Națiunilor Unite, baza ordinii legale internaționale.” În dezbaterea care a urmat, reprezentantul Rusiei a respins acuzațiile și a sugerat că însuși guvernul britanic ar fi organizat atacul, într-un efort de a discredita Rusia:: „Nu a fost întreprinsă nicio cercetare sau dezvoltare sub titlul noviciok. [...] Foarte probabil, originea acestui agent sunt țările care au făcut cercetări asupra acestor arme, inclusiv Marea Britanie.”